# Scelolyperus phenacus
Scelolyperus phenacus is een keversoort uit de familie bladkevers (Chrysomelidae). De wetenschappelijke naam van de soort werd in 1965 gepubliceerd door Wilcox.